# Kritik (Zeitschrift)
Kritik war eine jiddische Literaturzeitschrift in Wien von 1920 bis 1921.

## Geschichte und Inhalte
Melech Rawitsch und Mosche Silberg waren die wichtigsten Redakteure der jiddischen Zeitschrift Kritik. Unter den Autoren waren weiterhin Melech Chmelnitzky, Abraham Mosche Fuchs, Moshe Gross-Zimmermann, Ber Horowitz, David Königsberg und Mendel Singer.
In zehn Ausgaben erschienen dort programmatische Aufsätze, Literaturkritiken und weitere kulturtheoretische und literarische Texte. Die Zeitschrift versuchte, das jiddische Literaturleben in Wien in dieser Zeit kritisch zu beobachten.
1921 wurde die Zeitschrift eingestellt.